# Associated Electrical Industries
Ассошіе́йтед Еле́ктрікал І́ндастріс (англ. Associated Electrical Industries)— найбільше монополістичне об'єднання в електротехнічній промисловості Англії. 

## Основні дочірні підприємства
- Metropolitan-Vickers (Metrovick)
- British Thomson-Houston (BTH)
- Ferguson, Pailin & Co (розподільчі пристрої)
- Edison Swan (лампи та радіоклапани)
- Siemens Brothers & Co (кабелі, телефонне обладнання та залізничні сигналізатори)
- Hotpoint (побутові прилади)
- W.T. Henley (кабелі, ізолятори та розподільчі пристрої низької напруги)
- Newton Victor (рентгенівські машини)
- Sunvic Controls (елементи управління опаленням)
- Birlec (промислові електричні печі)
- International Refrigerator Company (холодильне обладнання)